# شاخه زرین
شاخهٔ زرین (The Golden Bough) نام کتابی از جیمز جورج فریزر (۱۸۵۴ ـ ۱۹۴۱) پژوهشگر و مردم‌شناس شهیر اسکاتلندی است.

## نویسندهٔ کتاب

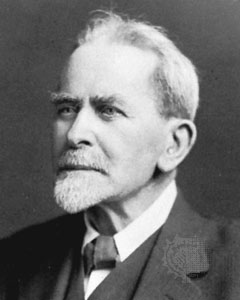
جیمز فریزر نویسندهٔ کتاب

سر جیمز جورج فریزر در سال ۱۸۵۴ میلادی در شهر گلاسگو در اسکاتلند به‌دنیا آمد. پدرش دانیل فریزر، داروساز بود و مادرش کاترین باگل، از خانواده‌های اصیل انگلیسی به‌شمار می‌رفت. در سال ۱۸۶۹ وارد دانشگاه گلاسگو شد و زیر نظر ویلیام تامسون به خواندن فیزیک روی آورد. سپس به ترینیتی کالج کمبریج رفت و بین سال‌های ۱۸۷۴ تا ۱۸۷۸ به مطالعهٔ فلسفه و متون کلاسیک پرداخت. در سال ۱۸۷۹ برای پایان‌نامه‌ای که دربارهٔ افلاطون نگاشت، با رتبهٔ ممتاز به عضویت ترینیتی کالج برگزیده شد. در سال ۱۸۸۲ به مقام وکالت رسید، اگر چه هیچ‌گاه از آن استفاده نکرد. در سال ۱۸۹۶ با یک بیوهٔ فرانسوی با نام لیلی‌گرو (لیدی فریزر) ازدواج کرد که دو دختر داشت. شهرت جهانی جیمز فریزر به‌سبب نگارش کتاب ۱۲ جلدی «شاخهٔ زرین» است. از دیگر آثار وی می‌توان به : «توتمیسم و برون همسری» (۴ جلد)؛ ترجمه و تفسیر «توصیف یونان» اثر پوزانیاس (۶ جلد)؛ «دانش عوام در عهد عتیق» (۳ جلد)؛ «رشد نظریهٔ مثل افلاطون» و ... اشاره کرد. جیمز فریزر در اواخر عمر نابینا شد و در تاریخ ۷ ماه مه ۱۹۴۱ درگذشت؛ با فاصلهٔ چند ساعت همسرش نیز بدو پیوست و هر دو در گورستان سنت‌گیلز در کمبریج آرام گرفتند. وی علاوه بر استادی دانشگاه کمبریج، در سال ۱۹۱۰ کرسی مردم شناسی اجتماعی دانشگاه لیورپول را نیز به‌دست آورد. او همچنین به جهت خدمات ارزشمندی که به دولت بریتانیا ارائه کرد، به افتخار لقب سر نائل آمد.

## شاخهٔ زرین
شاخهٔ زرین عنوان یکی از برجسته‌ترین آثار جیمز فریزر است که دارای شهرت جهانی است. جیمز فریزر کوشید تا عناصر مشترک اعتقاد دینی و اندیشه علمی را تعریف کند، در مورد آداب باروری، قربانی‌کردن انسان، خدایان در حال مرگ، بز طلیعه، و بسیاری از نمادها و اعمال دیگر که تأثیرات آنها در فرهنگ قرن بیستم گسترش یافته بود. پایان‌نامه او این است که کهن‌ترین ادیان فرقه باروری بودند، آیین‌هایی که حول پرستش و قربانی کردن یک پادشاه مقدس مطابق با چرخهٔ فصل‌ها بودند، مطابق با چرخه فصل‌ها فریزر پیشنهاد کرد که درک بشر از جهان طبیعی از جادو تا باور، به تفکر علمی پیشرفت می‌کند.
شاخهٔ زرین یک پژوهش تطبیقی است که با رویکردی اجتماعی، با تکیه بر دو محور اسطوره و دین، به تحقیق در مبانی خرافه‌پرستی، ادیان ابتدایی و اعتقادات و مناسک مردمان اولیه می‌پردازد و در صدد اثبات این ادعاست که سیر اندیشهٔ انسان‌ها برای توجیه وقایع زندگی و طبیعت پیرامون‌شان، و نیز برای گره‌گشایی یا گریز از پیچیدگی‌های حیات، چگونه ابتدا به جادو و خرافه‌ها روی آورد و بعد از آن به دین گروید و سرانجام از دین به علم متمایل گشت. او در این کتاب، به دنبال یافتن وجه مشترک ادیان و اساطیر مردمان جهان است. عنوان شاخهٔ زرین، برگرفته از تابلویی با همین نام از ویلیام ترنر (۱۷۷۵–۱۸۵۱‍) نقاش نامدار بریتانیایی است و در واقع اشاره به درختی مقدس است که شکنندهٔ شاخه‌ای از آن می‌توانست برای تصاحب منصب کهانتِ معبد دایانا در ایتالیا، با کاهن پیشین معبد مبارزه کند.
شاخهٔ زرین در نخستین چاپ در سال ۱۸۹۰ در ۲ جلد منتشر شد؛ در ویرایش دوم در سال ۱۹۰۰ به ۳ جلد رسید و در ویرایش سوم که به شکلی تفصیلی بین سال‌های ۱۹۰۶ تا ۱۹۱۵ به‌وسیلهٔ مؤلف انجام شد، با افزودن شواهد و نمونه‌های بسیار به کتاب به ۱۲ جلد رسید. جیمز فریزر در سال‌های پایانی عمرش پیوستی به کتاب افزود که شمار مجلدات کتاب را به عدد ۱۳ رساند. در سال ۱۹۹۰ خلاصه‌ای از کتاب شاخهٔ زرین با مقدمه، ویرایش و گزینش دقیق رابرت فریزر (نوهٔ نویسنده) در یک جلد منتشر شد. کتاب اخیر به‌وسیلهٔ کاظم فیروزمند ترجمه شد تا پس از گذشت ۱۱۴ سال از چاپ اولیهٔ اثر، نخستین برگردان شاخهٔ زرین به زبان فارسی انتشار یابد.بعد از وی مانی صالحی علامه از سال ۱۴۰۳ شروع به ترجمه همه ۱۲ جلد این کتاب کرد‌.‌
شاخهٔ زرین اثری ارزشمند و محققانه است که ستایش‌ها و نکوهش‌های بسیاری را به‌دنبال داشته اما در کل، تأثیر عمیق کتاب بر نویسندگان و پژوهشگران بعدی این حوزه را نمی‌توان نادیده گرفت.